# Municipio de Avon (condado de Sumner)
El municipio de Avon (en inglés: Avon Township) es un municipio ubicado en el condado de Sumner en el estado estadounidense de Kansas. En el año 2010 tenía una población de 317 habitantes y una densidad poblacional de 3,42 personas por km².

## Geografía
El municipio de Avon se encuentra ubicado en las coordenadas 37°15′13″N 97°18′31″O / 37.25361, -97.30861. Según la Oficina del Censo de los Estados Unidos, el municipio tiene una superficie total de 92.71 km², de la cual 92,69 km² corresponden a tierra firme y (0,03 %) 0,03 km² es agua.

## Demografía
Según el censo de 2010, había 317 personas residiendo en el municipio de Avon. La densidad de población era de 3,42 hab./km². De los 317 habitantes, el municipio de Avon estaba compuesto por el 96,53 % blancos, el 0,63 % eran afroamericanos, el 0,32 % eran asiáticos, el 0,95 % eran de otras razas y el 1,58 % eran de una mezcla de razas. Del total de la población el 1,89 % eran hispanos o latinos de cualquier raza.